# Exegeze
Exegeze (z řec. ἐξηγεῖσθαι vyvádět ven) je kritické zkoumání jakéhokoli textu, zvláště ale náboženského, jako např. Bible, Talmudu, Midraše, Koránu atd. Exegeta je odborník na exegezi. Samotné slovo exegeze znamená vytažení významu daného textu. Někdy se klade jako protiklad k eisegezi, tedy vkládáním vlastního výkladu do daného textu. Exegeze se tak snaží o objektivní přístup k textu, eisegeze o subjektivní. V našich podmínkách se nejčastěji mluví o biblické exegezi.

## Biblická exegeze
Biblická exegeze se pak člení na dva přístupy. První z nich je exegeze zjevená, která předpokládá, že autoři textů byli při sepsání textu inspirováni Duchem svatým, a jejich slova jsou proto Božím zjevením. Racionální exegeze se zakládá na myšlence, že autoři sami stojí za svým dílem, a proto se k textu přistupuje s ohledem na jejich porozumění.
Mezi hlavní střediska současné katolické biblické exegeze patří:
- Jeruzalémská škola založená roku 1873 Marie-Joseph Lagrangem
- Papežský biblický institut v Římě založený Piem X. roku 1905

## Exegetické metody
Exegeze (chápaná většinou ve smyslu exegeze racionální) používá k výkladu textu a jeho významu nejrůznějších metod, které ve svém celku umožňují pochopení poselství textu. Většinou se hovoří obecně o historicko-kritické metodě, což je v podstatě souhrn několika metod, které exegetovi pomáhají odhalit význam. Metody zastřešené tímto názvem jsou
- kritické, neboť přistupují k posvátnému (v případě bible biblickému) textu jako k jakémukoli jinému literárnímu celku, který má svou historii a který prošel dlouhými dějinami vzniku a vývoje.
- historické, nakolik zkoumají text z hlediska jeho historického vývoje a především z hlediska významu, jaký daný text měl v době svého vzniku.

Úkolem historicko-kritické metody je zjistit, jaký význam měl text v okamžiku napsání, resp. jaké poselství jím chtěl autor předat.
Dílčí metody se dělí do dvou skupin na metody synchronní a metody diachronní. Synchronní metody zkoumají text v jeho nynější, konečné podobě, zatímco diachronní jej zkoumají z hlediska jeho vzniku a vývoje, který dnešní konečné podobě předcházel. Obvykle se pak všechny tyto metody navzájem kombinují.

### Metody synchronní
- Jazyková a syntaktická analýza provádí rozbor struktury textu, použitý výběr lexikální zásoby a gramatiky jazyka, spojení prvků textu (řazení vět), použité stylistické figury (chiasmus, personifikace, ironie, hyperbola, pleonasmus apod.), stavbu a členění textu.
- Sémantická analýza se zabývá významem jednotlivých slov či větších větných celků. Snaží se zachytit pole významů jednotlivých termínů a dle kontextu určit konkrétní význam použitých termínů v daném textu.
- Narativní analýza studuje text z hlediska výpravného, jeho dynamiku, vztahy mezi jednajícími postavami a změnu situace. Významným badatelem v tomto ohledu je např. Vladimír Propp a jeho podrobná narativní analýza ruských lidových pohádek.
- Pragmatická analýza studuje cíl, kterého chtěl autor dosáhnout. Text může mít funkci informační (předání informací), konativní (prosba/příkaz, snaha přimět čtenáře přímo k nějakému jednání), emotivní (vyjádření vlastních pocitů), poetickou apod. Každá z těchto funkcí může být vyjádřena více způsoby, v závislosti mimo jiné na autoritě autora textu a na konkrétní situaci.
- Analýza literárních druhů se zabývá použitým literárním druhem textu. Literární druh závisí na kultuře, která jej vytvořila a používá vždy pro nějakou konkrétní, institucionalizovanou a opakující se situaci (tzv. Sitz im Leben). Správné určení literárního druhu textu je podmínkou k pochopení záměru a poselství autora. Tato metoda je velmi příbuzná se studiem forem.

### Metody diachronní
- Literární analýza zkoumá, nakolik je daný text jednotný a v případě nejednotnosti v něm hledá použité prameny. Hlavní úkoly literární kritiky jsou dva: vymezit začátek a konec textové jednotky a stanovit míru její koherence čili souvislosti.
- Kritika tradice sleduje vývoj jednotlivých tradic, myšlenek a myšlenkových či náboženských představ časem a napříč různými texty.
- Analýza forem se zabývá literárními formami krátkých textů. Tyto danou kulturou přesně stanovené formy slouží především k lepšímu předávání textu od člověka k člověku. Naopak každý text/literární celek tíhne při tradování ke schematizaci v rámci dané literární formy. Tzv. Formgeschichte neboli dějiny forem se podrobně zabývají především ústní tradicí (tradováním) krátkých textů před jejich písemným zaznamenáním a fixováním. Tato metoda se doplňuje se studiem literárních druhů.
- Kritika redakce je důležitá v případě, že autor textu k jeho sestavení používal starší prameny. V tomto případě se zkoumá, jakým způsobem do těchto pramenů zasáhl a jak pozměnil či upravil jejich původní význam. Redakce autora je patrná především z výběru textů (co vybral a co ponechal stranou), z toho, jak vybrané texty seřadil, a jaká jsou jeho oblíbená (klíčová) slova a obraty.

Doplňkové metody – Tyto metody lze sice aplikovat na text, nicméně nám o něm vydávají jen částečné informace a jsou nezřídka jednostranné. Pokud jsou vzaty výhradně, pak mohou být nebezpečně zavádějící.
- Psychologická analýza
- Sociální analýza
- Historická analýza (chápe text coby historický pramen)
- Feministická exegeze
- Exegeze teologie osvobození